# Bir Kiseiba
Bir Kiseiba is een neolithische archeologische vindplaats in Egypte, daterend uit ongeveer 11.000 - 5.000 BP (9.000 - 3.000 v.Chr.), ongeveer 250 km ten westen van de Nijl in Neder-Nubië. Bir Kiseiba, opgegraven door Fred Wendorf, Romauld Schild en Angela Close, bevat samen met Nabta Playa een aantal van de vroegste bewijzen voor voedselproductie, permanente bewoning en meer uiteenlopende technologieën vergeleken met vindplaatsen uit het Laat Pleistoceen in Afrika. Wendorf en collega's stelden dat er op deze plek even vroeg als elders in Afrika rundvee en aardewerk te vinden waren, hoewel deze bewering door sommigen in twijfel wordt getrokken.

## Archeologie
De meeste studies in de regio Bir Kiseiba hadden betrekking op het begin van het Holoceen, toen er een natte periode was van ongeveer 11.000 tot 10.000  BP tot 5000 BP. Er waren twee opravingsseizoenen bij Bir Kiseiba, één in 1979 en de tweede in 1980. Er werden in totaal 13 opgravingen gedaan op sites verspreid over vier droge meren of playas in de regio Bir Kiseiba.
Er werd onderzoek gedaan naar bewoningen uit het hele vroege Holoceen, maar de meeste nadruk werd gelegd op oudere sites die al vóór 6500 BP bewoond waren: vanwege beperkte hulpbronnen, de locaties van veel latere locaties langs de randen van de bekkens, eerdere onderzoeken die al op de latere locaties waren uitgevoerd, en omdat alleen de oudere sites gegevens konden verschaffen over het verschijnen van vee in de Sahara. De vroegst bekende sites in het gebied werden met behulp van koolstofdatering gedateerd tussen 9800 en 8900 BP. Artefacten uit deze sites leverden resten van runderen op, evenals scherven van aardewerk met decoraties die in de verte verwant waren aan de stijlen van het vroege Khartoem. 

### Dierlijke resten
Op elke vindplaats werden veel resten van dieren aangetroffen, waaronder schildpadden, hagedissen, kikkers, vogels, woestijnegels, hazen, woestijnratten, gestreepte grondeekhoorns, olifanten, dorcasgazellen en grote runderen waarvan Wendorf en collega's dachten dat het om gedomesticeerde runderen ging.
Vooral de resten van runderen waren interessant. Rekening houdend met de context waarin deze resten werden gevonden, zouden de resten afkomstig kunnen zijn van wilde runderen (Oeros, Bos primigenius), gedomesticeerde runderen (B. primigenius f. taurus), kafferbuffel (Syncerus caffer), of een reuzenbuffelsoort behorend tot het geslacht Pelorovis. Helaas waren de exemplaren in Bir Kiseiba niet goed genoeg bewaard gebleven voor een vergelijkende analyse. Gezien de omvang van de gevonden resten was het echter onwaarschijnlijk dat het materiaal afkomstig was van de reuzenbuffel. De metingen suggereerden dat deze dieren minstens zo groot waren als wilde runderen, maar er was onvoldoende informatie over het seksuele dimorfisme in grootte van deze dieren. Over het geheel genomen omvatte het totale formaat van de resten van runderen zowel groot gedomesticeerd rundvee als kleinere wilde runderen. 

### Aardewerk
Op de sites van Bir Kiseiba werden ongeveer 300 aardewerkscherven gevonden. Er werd op geen enkele site compleet of reconstrueerbaar vaatwerk gevonden. De oppervlaktekleur van de scherven varieerde van rood naar donkerrood naar geelrood, geelbruin, donkerbruin en grijsbruin. De kernkleur varieerde van rood, roodbruin, donkerbruin en heel donker grijsbruin. De kleur van het aardewerk suggerereert dat het in oxiderende atmosfeer was gebakken. De meeste vaten lijken te zijn vervaardigd met behulp van een rollentechniek en veel ervan was versierd met verschillende motieven. Het meest voorkomende motief was een geweven matmotief. De bij Bir Kiseiba gevonden assemblages lijken sterk op de bij Nabta Playa gevonden assemblages uit het midden-neolithicum en vallen beide onder de aardewerk van de Khartoem-stijl. 
Er waren drie verschillende technieken die worden gebruikt om aardewerk te decoreren: afdrukken, insnijden en puncteren. De afdruktechniek was het meest gebruikelijk en werd gebruikt om verschillende motieven te produceren. Het meest voorkomende motief bestaat uit doorlopende afdrukken die met een kam met vierkante of rechthoekige tanden worden gemaakt, of eventueel met de gekartelde rand van een schelp. Dit resulteert in een motief dat lijkt op mandenmakerij en toepasselijk Woven Mat wordt genoemd. 
Tijdens de laat-neolithische periode (ca. 7.100 - 6.700 BP) verscheen er glad aardewerk in Bir Kiseiba, sommige met een zwarte bovenkant vergelijkbaar met het karakteristieke aardewerk uit de vroege proto-dynastieke periode in de Nijlvallei. 

### Nederzettingen
Er zijn niet genoeg gegevens om definitieve uitspraken te doen over de vroege nederzettingen die mogelijk in de regio Bir Kiseiba hebben bestaan. Wendorf en collega's wijzen echter wel op een aantal observaties:
Men denkt dat de vroegste nederzettingen uit het Holoceen tijdelijke kampen waren die alleen bewoond werden na de zomerregens in het gebied, maar vóór de periodes van droogte. In die periodes was er voldoende vegetatie beschikbaar voor grazende populaties zoals runderen en gazellen. De consistentie van de runderbotten duidde erop dat deze kleine sites tijdelijke herderskampen waren, waar kleine groepen mensen hun vee lieten grazen en mogelijk ook op andere grazende dieren in het gebied jaagden, zoals gazellen en hazen.